# Georg Neumair

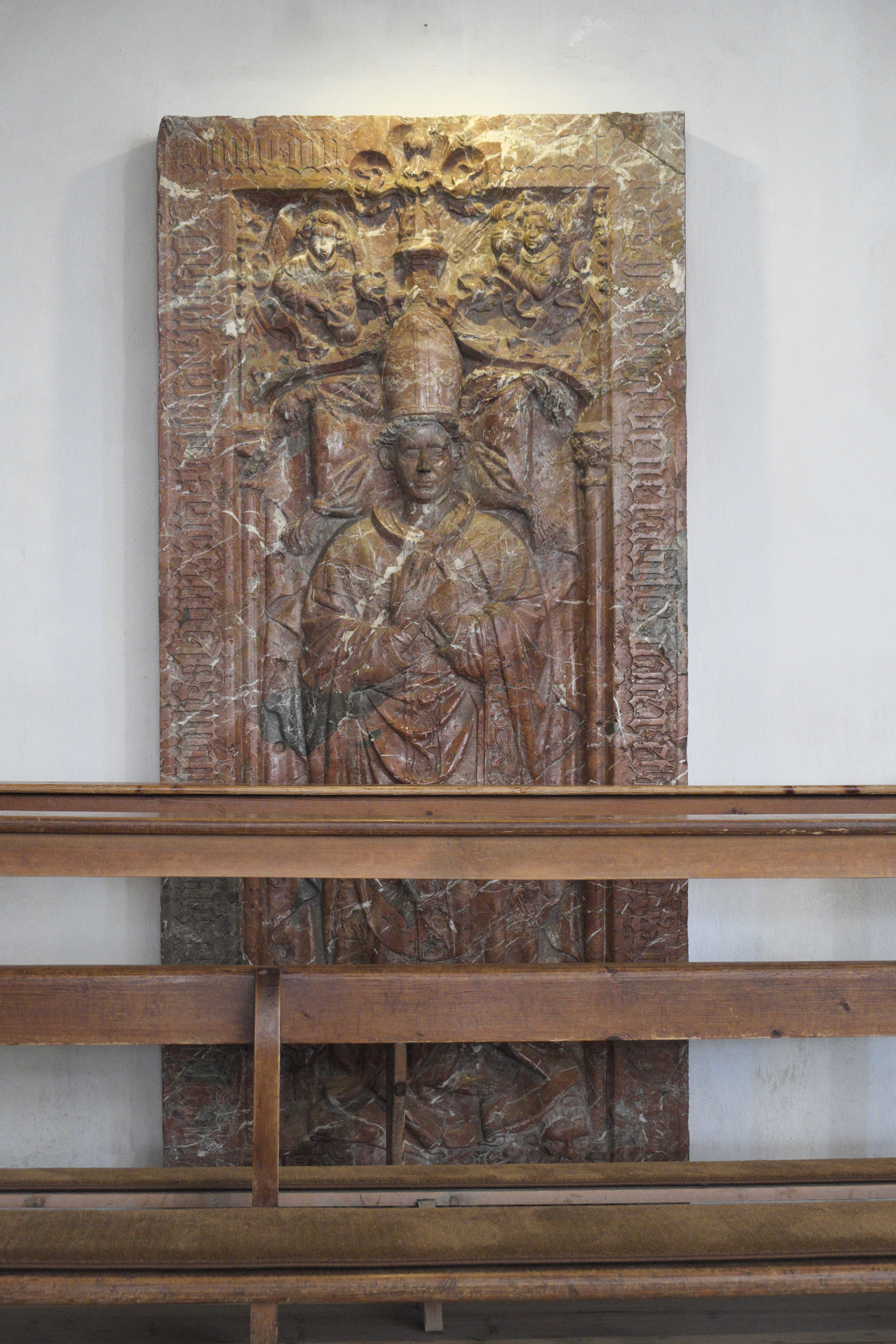
Epitaph für Georg Neumair in der ehemaligen Stiftskirche Mariä Geburt in Rottenbuch

Georg Neumair († 1. Juli 1472) war Propst des Augustiner-Chorherren-Stifts in Rottenbuch im Herzogtum Bayern. Heute ist Rottenbuch eine Gemeinde im oberbayerischen Landkreis Weilheim-Schongau.

## Leben
Georg Neumair war von 1431 bis zu seinem Tod 1472 Propst des Klosters. Unter ihm wurde 1439 der hohe Turm der Stiftskirche vollendet.
Nach dem Tod von Georg Neumair wurde in der Stiftskirche ein Epitaph aus Rotmarmorstein für ihn errichtet. Es zeigt ihn in ganzer Figur mit Albe und Messgewand bekleidet. Außerdem trägt er die bischöfliche Mitra, wozu er seit 1442 berechtigt war. Ob sie zur ursprünglichen Konzeption des Epitaphs gehört, ist umstritten. Im Spitzbogenfeld sind zwei Engel mit Weihrauchwedel und Rauchfass und zu seinen Füßen zwei Löwen dargestellt. Die Inschrift um den Rand in gotischer Minuskel lautet:
„anno dni mcccclxii obiit venerabilis pater et dns georgius newmayr huius cenobii prepositus et archidiac cuius anima in pace requiescat“.